# Dnipro-M
Dnipro-M to największa międzynarodowa monobrandowa sieć narzędzi elektrycznych i akumulatorowych w Europie Wschodniej. Firma specjalizuje się w produkcji, sprzedaży detalicznej oraz serwisie narzędzi i sprzętu wykorzystywanego w budownictwie, pracach remontowych, a także do pielęgnacji ogrodu i przydomowej przestrzeni.

## Historia

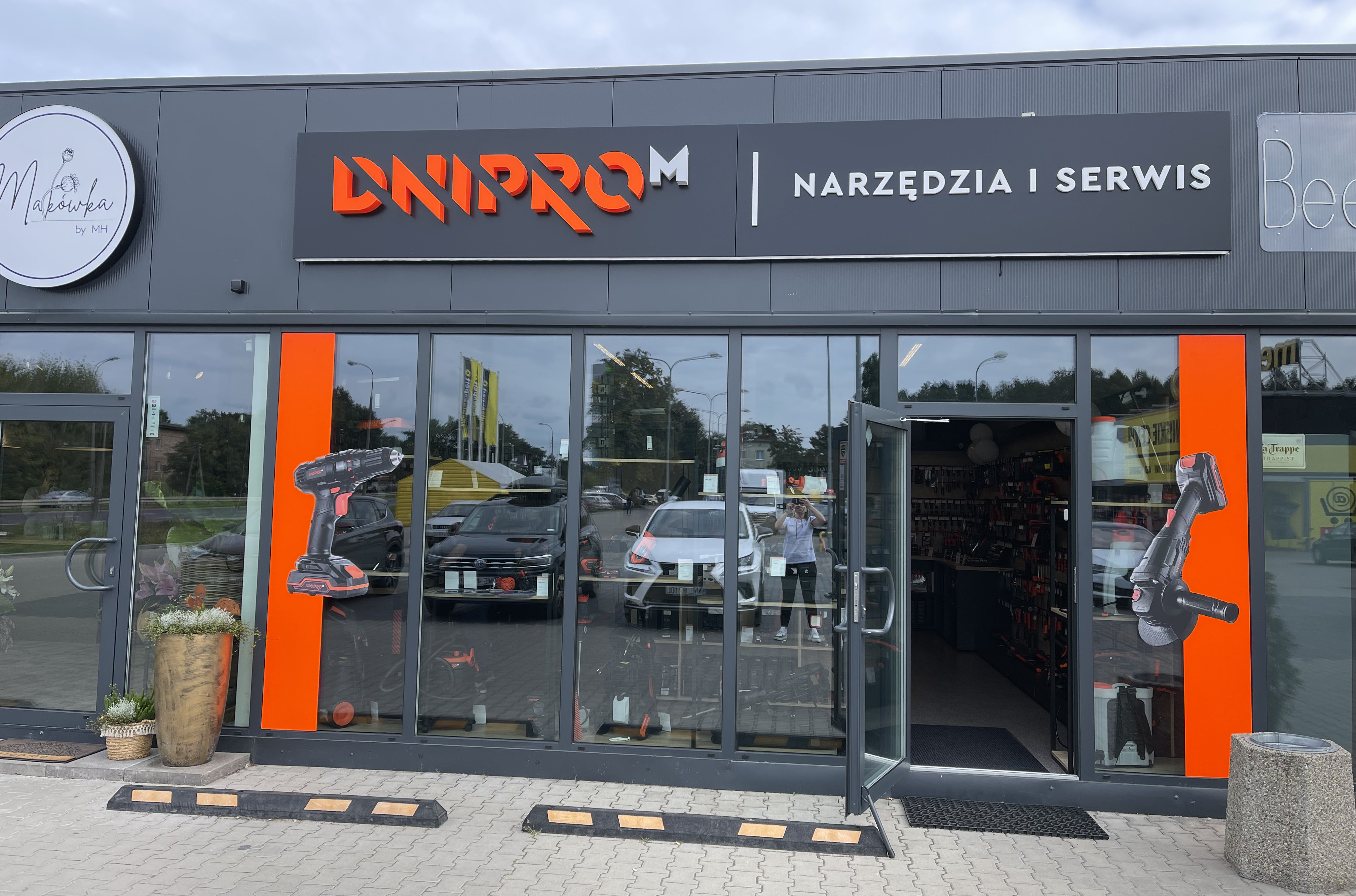
Dnipro-M Polska

W 2018 roku marka Dnipro-M rozpoczęła strategiczną ekspansję. Rozpoczęto eksport produktów do szeregu krajów europejskich, w tym do Polski. Początkowo narzędzia były dostępne głównie poprzez sprzedaż online oraz sieć partnerów hurtowych. Z czasem, w odpowiedzi na rosnące zapotrzebowanie ze strony polskich konsumentów, firma zaczęła budować fizyczną obecność na rynku polskim.
W grudniu 2023 roku otwarto pierwszy magazyn marki w Polsce, co stanowiło istotny etap w rozwoju lokalnej infrastruktury dostaw.
W marcu–kwietniu 2023 roku otwarto pierwszy salon narzędziowy Dnipro-M w Polsce – we Wrocławiu.
Od 2024 roku salony firmowe zaczęły pojawiać się w Warszawie.

## Produkcja i kontrola jakości
Od początku istnienia marki w 2011 roku powstał dział rozwoju, który liczył do 30 specjalistów. W 2018 roku liczba członków zespołu potroiła się, co umożliwiło wprowadzenie na rynek modeli akumulatorowych oraz narzędzi do użytku profesjonalnego.
W 2025 roku produkcja wyrobów Dnipro-M odbywa się we współpracy z ponad 100 fabrykami w sześciu krajach świata. Lokalizacja mocy produkcyjnych:
- Tajwan – narzędzia ręczne i akcesoria towarzyszące (w tym sekatory i ściągacze izolacji);
- Chiny – narzędzia akumulatorowe, baterie, urządzenia spawalnicze oraz kompresory;
- Polska – skrzynki narzędziowe i systemy przechowywania;
- Indie – zszywacze i klucze płasko-oczkowe;
- Turcja – drabiny budowlane;
- Ukraina – materiały eksploatacyjne, środki ochrony indywidualnej, akcesoria oraz odzież robocza.

Na rok 2025 ponad 100 inżynierów i projektantów pracuje codziennie nad opracowywaniem nowych modeli narzędzi oraz doskonaleniem istniejącego asortymentu. Ich praca obejmuje pełny cykl tworzenia produktów – od analizy potrzeb użytkowników, poprzez wdrażanie rozwiązań inżynieryjnych, aż po testowanie prototypów.
Wszystkie produkty Dnipro-M przechodzą trzyetapową kontrolę jakości. Etapy kontroli jakości narzędzi Dnipro-M w Polsce:
1. Wstępny audyt produkcji – przed rozpoczęciem produkcji nowej partii specjaliści firmy dokonują oceny warunków w zakładzie, w tym stanu technicznego wyposażenia, kwalifikacji personelu oraz istnienia wewnętrznych systemów kontroli jakości.
2. Monitoring podczas produkcji – w celu zapewniania zgodności z normami w procesie produkcyjnym stosuje się procedury kontrolne opracowane przez dział techniczny Dnipro-M. Od 2020 roku kontrola prowadzona jest również z udziałem międzynarodowych firm inspekcyjnych, które działają zgodnie z amerykańskim standardem ANSI/ASQ Z1.4-2008.
3. Końcowe testowanie – gotowe produkty są sprawdzane w warunkach laboratoryjnych na certyfikowanym sprzęcie. Algorytmy testów są dostosowane do specyfiki każdego modelu narzędzia i przekazywane do realizacji partnerom z firm inspekcyjnych. Na podstawie testów firma otrzymuje protokoły badań i rozszerzone raporty zawierające szczegółowe dane techniczne.

Wszystkie produkty Dnipro-M w Polsce spełniają wymagania europejskiego prawodawstwa w zakresie bezpieczeństwa, jakości i ochrony środowiska. Potwierdzeniem tego jest 24 certyfikaty zgodności z europejskimi dyrektywami, uzyskane po przejściu procedur oceny i testowania.

## Sprzedaż internetowa
Firma prowadzi sprzedaż swoich produktów za pośrednictwem oficjalnego sklepu internetowego dnipro-m.pl, gdzie dostępny jest pełny asortyment oferowanych narzędzi. Wszystkie oferty promocyjne, rabaty oraz nowości pojawiają się w pierwszej kolejności na stronie internetowej, dzięki czemu użytkownicy mają możliwość jako pierwsi poznać korzystne warunki zakupu. Klienci mogą zapoznać się ze szczegółowymi specyfikacjami technicznymi narzędzi, przeczytać opinie użytkowników oraz skorzystać z wygodnego systemu zamówień z dostawą na terenie całej Polski (za pośrednictwem INPOST lub DPD).
Produkty marki są również dostępne na polskiej platformie Allegro. Według danych serwisu, 99,3% kupujących poleca sprzedawcę Dnipro-M (na podstawie 445 ocen), co potwierdza wysoki poziom obsługi klienta oraz jakość oferowanych produktów.

## Asortyment
Stan na 2024 rok, pod marką Dnipro-M dostępnych jest ponad 1800 pozycji produktów. Główne kategorie produktowe Dnipro-M w Polsce:
- narzędzia akumulatorowe;
- elektronarzędzia;
- sprzęt spawalniczy;
- narzędzia ręczne;
- kompresory i narzędzia pneumatyczne;
- maszyny do obróbki drewna i metalu;
- sprzęt ogrodowy i narzędzia ogrodnicze;
- przyrządy pomiarowe;
- drabiny i środki ochrony indywidualnej;
- akcesoria do narzędzi;
- narzędzia do malowania.